# Масакр у Ахмићима
Масакр у Ахмићима био је ратни злочин који су починили припадници 4. бојне војне полиције ХВО-а и јединица „Јокери“ против бошњачких цивила током бошњачко-хрватског сукоба 16. априла 1993. године године у селу Ахмићи, у општини Витез у Босни и Херцеговини. Погинуло је 116 људи. Био је то највећи појединачни масакр током сукоба између Бошњака и босанских Хрвата.
Хашки трибунал пресудио је да су убиства у Ахмићима злочин против човјечности, а један од команданата ове акције Дарио Кордић осуђен је на 25 година затвора. Масакр су откриле мировне снаге УН које се састоје од британских трупа и пуковника Боба Стјуарта.

## Напад
У петак 16. априла, у 05.30 ујутро, дошло је до истовремених сукоба између ХВО-а и Армије БиХ у насељима Витез, Стари Витез, Ахмићи, Надиоци, Шантићи, Пирићи, Новаци, Путиш и Доња Вечериска. Тог јутра возила ХВО-а блокирала су главне путеве, а напад на Ахмиће почео је са три стране како би се становништво које је бјежало усмјерило на југ, гдје су војници чекали и пуцали на људе. Мање групе од око 5-10 војника ишле су од куће до куће, палећи их, а мјештане убијајући или тјерајући. На крају, Ахмићи су тешко уништени. Убијено је 116 особа, од којих 32 жене и 11 деце млађе од 18 година. Две локалне џамије уништене су експлозивом. Према подацима Центра за људска права у Зеници, од 200 бошњачких кућа, 180 је спаљено.
Починиоци су били припадници сљедећих јединица: Антитерористичка бојна Војне полиције ХВО-а "Јокери", Витешка бригада ХВО-а, Витези и бригада "Никола Шубић Зрински".

## Суђења
Након трагичних догађаја, хрватски политички врх је покушао да заташка цијели случај или да окриви другу страну у рату у Босни. Дарио Кордић и Тихомир Блашкић негирали су да је ХВО имао икакве везе са Ахмићима. Бивши хрватски предсједник Стјепан Месић открио је бројне документе и аудио записе о плану Фрање Туђмана да нападне одређене локације у Босни и Херцеговини против Бошњака.
Током суђења у Хагу саслушане су изјаве неколико сведока. Свједок Б је у почетном, отвореном дијелу исказа рекао да је 16. априла 1993. дошао у своју кућу. Ушао је војник и извео свједоковог брата на балкон, одакле су се затим чула три-четири пуцња.
...Тај војник је затим извео на балкон мене и мајку и наредио нам да скочимо, - наставио је свједок, напомињући да су војници око његове куће били у маскирним униформама, један је имао црну мараму око главе, а један други је био намазан полицу....
Свједокиња Д је рекла да је између првог оружаног инцидента у Ахмићима у октобру 1992. године и напада 16. априла 1993. године, односи између Хрвата и Бошњака у Ахмићима су се погоршали.
...Инциденти су били готово свакодневни, они (Хрвати) су нас вријеђали и провоцирали, - устврдила је, напомињући како су прије тог раздобља међунационални односи били добри.
6. септембра 2000. на конференцији за новинаре ПУ Задар, портпарол Иван Билић је званично потврдио да су Анте Слишковић, бивши начелник СИС-а у Кисељаку, и Томислав Влајић, Слишковићев помоћник, ухапшени у понедјељак увече на територији Републике Хрватске. Обојица су хрватски држављани, а њихова имена се везују за злочине у Ахмићима. Премијер Ивица Рачан оцијенио је да хапшењем двојице осумњичених за ратне злочине у Ахмићима хрватска држава доказује да у њој више ниједан злочинац неће моћи мирно и слободно живјети.
Међународни кривични суд за бившу Југославију осудио је Кордића на 25 година затвора, а догађаје је дефинисао као краткорочни међународни сукоб између Хрватске и Босне и Херцеговине. Пресуда Међународног суда правде била је следећа:
...Прије јануара 1993. АБиХ и ХВО су имали заједничку војну контролу над Лашванском долином у средишњој Босни. Међутим, снаге АБиХ су углавном биле смјештене како би конфротирали снаге босанских Срба које су, потпомогнуте ЈНА, извршавале своју властиту офанзиву у Босни и Херцеговини те су напредовали до подручја сјеверозападно од Травника с једне стране те до сјевероистока од Кисељака с друге. Потом, у јануару и априлу 1993. године, ХВО је покренула низ напада како би осигурала Лашванску долину. Низ је почео у јануару нападом на Бусовачу те је потом настављен 16. априла општим нападом у Лашванској долини који је кулминирао масакром у селу Ахмићи када је убијено преко 100 Бошњака, укључујући многе жене и дјецу...
Зоран, Мирјан и Влатко Купрешкић неправедно су осуђени на затворске казне од 6 до 10 година због наводног учешћа у нападу, али тек правоснажном пресудом 2001. су ослобођени свих оптужби, након више од 4 године невино проведених у притвору. Драго Јосиповић добио је 12 година затвора, а Владимир Шантић 18 година. Драган Папић је ослобођен оптужби.

### Пашко Љубичић
У суђењу које је трајало од 2006. до 2008. године, Судско вијеће Суда Босне и Херцеговине донијело је 29. априла 2008. првостепеном пресудом, којом је оптужени Пашко Љубичић оглашен кривим за злочин против човјечности против цивилног становништва на подручју средње Босне у периоду од јануара до маја 1993. године. и осуђен је на 10 година затвора. Љубичић је био у притвору у Босни и Херцеговини од 22. септембра 2006. године.

## Јосиповићево извињење
15. априла 2010. новоизабрани предсједник Хрватске Иво Јосиповић, у пратњи надбискупа врхбосанског кардинала Винка Пуљића и поглавара Исламске заједнице у Босни и Херцеговини, реис-ул-улеме Мустафе Церића, поклонио се бошњачким жртвама хрватских злочина у Ахмићима, а затим и хрватским жртвама бошњачких злочина у Крижанчеву Селу. У Ахмићима је предсједник Републике Хрватске положио вијенац са натписом Невиним жртвама. Догађај су пропратили свјетски медији. Јосиповић је новинарима рекао:
..Сви смо се овдје ујединили у жељи да се ода почаст жртвама, да се сјетимо жртава и кажемо никад више...овдје су народи јако пуно пропатили и заслужују бољу будућност...
Реис Церић је рекао како се личним примјером постиже пуно више него ријечима:
...Ово је данас један од тих дана у БиХ, када смо се особним примјером заузели за повјерење и враћање повјерења међу људе, а окупили смо се на позив предсједника Јосиповића...
Притом је подсјетио колико су Ахмићи и Крижанчево Село болни за Бошњаке и Хрвате.
...Желимо на овај начин затворити једну ружну страницу у нашим односима и отворити нову“.